# Menêcmo
Menêcmo (em latim: Menaecmus; 380 a.C. - 320 a.C.) foi um matemático da Grécia antiga, discípulo de Eudoxo de Cnido e seu sucessor na direção da Escola de Cízico, Ásia Menor. Atribui-se a ele a descoberta das curvas elipse, parábola e hipérbole.